# Minimální mzda
Minimální mzda je nejnižší právně přípustná mzda, kterou je zaměstnavatel povinen poskytovat zaměstnanci za práci v pracovněprávním vztahu. Je to také minimální cena, za kterou mohou pracovníci prodávat svoji pracovní sílu. Přestože zákony o minimální mzdě platí v mnoha jurisdikcích, existují rozdíly v názorech na výhody a nevýhody minimální mzdy. Příznivci minimální mzdy tvrdí, že zvyšuje životní úroveň pracovníků, snižuje chudobu, nerovnost a podporuje morálku. Naproti tomu odpůrci minimální mzdy říkají, že zvyšuje chudobu, nezaměstnanost (zejména mezi nekvalifikovanými nebo nezkušenými pracovníky) a poškozují podniky, protože příliš vysoká minimální mzda vyžaduje, aby podniky zvýšily ceny svých produktů nebo služeb, kvůli nutnosti přizpůsobit se dodatečným nákladům souvisejících s vyššími mzdami.
Jednoduché modely nabídky a poptávky ukazují na ztráty ve veřejném blahu a zvýšení nezaměstnanosti kvůli minimálním mzdám. Pokud však trh práce není dokonale konkurenceschopný, minimální mzdy mohou zvýšit efektivitu trhu. Například na monopolním trhu práce může minimální mzda, která je mírně nad rovnovážnou mzdou, zvýšit mzdy, zaměstnanost a ekonomickou efektivitu. Mezi ekonomy stále existuje diskuse o skutečném efektu minimálních mezd.
Moderní zákony prosazující povinné členství v odborových organizacích, které pro své členy stanovily minimální mzdu, byly poprvé schváleny na Novém Zélandu a v Austrálii v devadesátých letech 19. století. Minimální mzdy byly nejprve použity jako prostředek, jak zastavit vykořisťování pracovníků v takzvaných 'robotárnách' jejich zaměstnavateli, o nichž se předpokládalo, že mají nad nimi nespravedlivou vyjednávací pravomoc. V průběhu času se minimální mzda začala považovat za způsob, jak pomoci rodinám s nižšími příjmy. Většina zemí zavedla právní předpisy o minimální mzdě do konce 20. století.

## Funkce minimální mzdy
Smyslem stanovení minimální mzdy je ochrana jak zaměstnance, tak zaměstnavatele. Plní dvě základní funkce:
- sociálně-ochrannou – zaměstnanci má zajistit, aby příjmy neklesly pod sociálně akceptovatelnou úroveň a zároveň zajišťovat rovné podmínky mzdové konkurence, aby se zabránilo nepřiměřenému podbízení pracovní síly,
- ekonomicko-kriteriální – zaručení minimální mzdy má motivovat k vyhledávání práce namísto příjmu sociálních dávek a má být ochranou proti nekalé soutěži vzniklé výplatou příliš nízkých mezd.

## Minimální mzda v Evropě a ve světě
Koncept minimální mzdy vychází mimo jiné z Úmluvy o zavedení metod stanovení minimálních mezd (č. 26), která byla přijata 16. června 1928 na 11. zasedání generální konference Mezinárodní organizace práce.
Minimální mzda v EU je zpravidla stanovena na úrovni poloviny průměrné mzdy, nebo je zhruba dvakrát větší než životní minimum.

## Minimální mzda v České republice
Československo přistoupilo k Úmluvě o zavedení metod stanovení minimálních mezd v roce 1950, kdy byla (12. června) ratifikace zapsána generálním ředitelem Mezinárodního úřadu práce. Přesně o rok později, 12. června 1951, vstoupila pro Československou republiku v platnost. V říjnu 1990 vyhlásilo tehdejší federální ministerstvo zahraničí české znění úmluvy ve Sbírce zákonů, čímž potvrdilo její platnost v právním systému.

## Vliv na nezaměstnanost

Minimální mzda stanovená nad rovnovážnou vkládá klín mezi poptávku a nabídku na trhu práce

Minimální mzda je považována za jednu z příčin nezaměstnanosti, projevující se zejména u nejméně kvalifikovaných a nejméně zkušených ekonomicky aktivních obyvatel. Podle studie z roku 1992 souhlasilo téměř 80 % z 464 ekonomů, kteří odpovídali v anketě, s tvrzením, že minimální mzda zvyšuje nezaměstnanost u mládeže a nekvalifikovaných pracovníků. Srovnání empirických studií nezaměstnanosti z roku 2006 potvrzuje zejména negativní vliv minimální mzdy na schopnost nalézt práci u mladistvých. Podle některých názorů teorie o tom, že vysoká úroveň minimální mzdy vede k vyšší nezaměstnanosti, platí pouze v jakémsi vakuu, tedy mimo kontext další legislativy, která v realitě existuje (například dávky).
Ekonomové tento vliv vysvětlují tak, že trhy práce zasažené minimální mzdou jsou negativně ovlivněny jak na straně poptávky, tak i nabídky. Jakmile je minimální mzda stanovena natolik vysoko, že převyšuje rovnovážnou mzdu na trhu práce, dochází ke snižování poptávky po práci na straně zaměstnavatelů a zvyšování nabídky práce na straně uchazečů o práci. Výsledkem jsou vyšší mzdy, avšak pro méně zaměstnanců, než v rovnovážném případě. Nezaměstnanost vyvolaná minimální mzdou je tak nedobrovolná; přitom hodně mladých lidí je ochotno pracovat za nižší než minimální mzdu s vyhlídkou, že po získání pracovních zkušeností jim bude odměna za práci zvýšena.
Podle Franka a Bernankeho minimální mzda také vytváří dvě skupiny pracovníků. Jedna skupina vydělává více, než kdyby minimální mzda nebyla uzákoněna, druhá skupina je bez práce. Podobně jako v případě regulace nájemného je i minimální mzda ekonomicky neefektivní.

### Kritika neoklasického modelu
Tvrzení, že minimální mzda zvyšuje nezaměstnanost, jsou založena na jednoduchém modelu trhu práce složeném z poptávky a nabídky. Někteří ekonomové (například Pierandelo Garegnani , Robert L. Vienneau, a Arrigo Opocher spolu s Ianem Steedmanem), navazující na dílo Piera Sraffy, tvrdí, že takový model, i v případě, že jsou splněny jeho předpoklady, je logicky nekoherentní. Michael Anyadike-Danes a Wynne Godley ukazují na výsledcích simulace, že jen málo empirických výzkumů založených na učebnicovém modelu vytváří vyvratitelnou teorii a z toho důvodu stěží existují empirické důkazy takového modelu. Graham White tvrdí, že politika usilující o větší pružnost trhu práce, zahrnující redukci minimální mzdy, nemá „intelektuálně koherentní“ základy v ekonomické teorii.
Garry Fields, profesor ekonomie na  Cornellově univerzitě, se domnívá, že neoklasický učebnicový model minimální mzdy je nejednoznačný a že standardní teoretická argumentace nesprávně pracují pouze s jednosektorovým trhem. Fields říká, že dvousektorový trh, zahrnující osoby na volné noze, zaměstnance ve službách a farmáře, kteří jsou typicky mimo vliv minimální mzdy, a s jedním sektorem, ve kterém je přítomen vliv minimální mzdy, a s jedním, kde tento vliv přítomen není, a s možností pohybu mezi těmito sektory, je základem pro lepší analýzu. Použitím tohoto modelu Fields ukazuje, že typický neoklasický model je nejasný a říká, že „předpovědi, vyvozené z učebnicového modelu, rozhodně neplatí v dvousektorovém modelu. Vzhledem k tomu, že sektor nezávislý na vlivu minimální mzdy existuje téměř všude, není možné na předpovědi neoklasického modelu spoléhat.“
Alternativní pohled na trh práce pohlíží na trhy s levnou pracovní silou jako na trhy, kde převládá monopsonistická konkurence, což znamená, že poptávající (zaměstnavatelé) mají výrazně větší tržní sílu než nabízející (zaměstnanci, uchazeči o zaměstnání). V takovém případě by interakce poptávky a nabídky vedla k vytvoření menšího množství pracovních míst a k ustavení nižších mezd než na konkurenčním trhu. Takový případ je označován za selhání trhu a jeho výsledkem je, že zaměstnanci jsou placeni mzdou, která je nižší než mezní jejich produkt. Na monopsonním trhu by pak vhodně stanovená minimální mzda vedla k růstu mezd a vytvoření většího množství pracovních míst, pokud by výsledná mzda byla rovna meznímu produktu práce.
Dalším důvodem, proč by na některých trzích minimální mzda nemusela ovlivnit nezaměstnanost, je, že poptávka po některých produktech je velmi neelastická. V takovém případě, je-li firma nucena zvyšovat mzdy, může zvýšit ceny výrobků a protože je poptávka silně neelastická, budou zákazníci pokračovat v nakupování výrobků v nezmenšeném množství, čímž pokryjí náklady na zvyšování mezd. Firma pak nemusí propouštět zaměstnance a pracovní místa zůstanou zachována. Ekonom Paul Krugman ovšem namítá, že tento model nevysvětluje, co by firmy vedlo k tomu, aby vyšší ceny nestanovily už před zavedením minimální mzdy.
Allan Blinder navrhl další tři možné důvody, proč minimální mzda neovlivňuje nezaměstnanost: vyšší mzdy mohou snížit míru, ve které zaměstnanci střídají zaměstnání, a tím redukovat náklady na školení nových zaměstnanců; zvýšení minimální mzdy může odstranit problém firem najímat nové zaměstnance za mzdy vyšší než jaké mají zaměstnanci dosavadní; a že zaměstnanci pracující za minimální mzdu mohou tvořit tak malý podíl pracovní síly, že náklady zvýšení minimální mzdy nehrají roli. Sám ovšem připouští, že neví, jestli jsou tyto argumenty správné.

## Alternativy minimální mzdy
Někteří ekonomové a politici navrhují různé alternativy minimální mzdy. Jejich argumentem je že tyto alternativy mohou řešit problém chudoby lépe než minimální mzda, protože by prospívaly větší části populace, nezpůsobovaly nezaměstnanost a jejich náklady by nenesli pouze zaměstnavatelé levných pracovních sil.

### Základní nepodmíněný příjem
Základní nepodmíněný příjem je navrhovaný systém sociálního zabezpečení v podobě pravidelné peněžní dávky vyplácené ve stejné výši všem lidem a bez jakýchkoli podmínek. Smyslem této dávky by bylo poskytnout základní zajištění živobytí každému, bez ohledu na to zda pracuje, pracovat nemůže či pracovat nechce. Základní nepodmíněný příjem v různých podobách navrhovali filosof Bertrand Russel, utopický socialista Charles Fourier, liberální filosof John Stuart Mill nebo americký liberální ekonom Milton Friedman. V České republice se o myšlence základního nepodmíněného příjmu diskutuje v několika politických stranách, např. ČSSD, KSČM, Straně zelených či Pirátské straně.

### Sleva na dani
Sleva na dani je mechanismus, kterým může daňový systém snížit domácnostem výši odváděné daně až do záporných hodnot, kde se pak daň mění na platbu od státu. Tento systém se mírně liší od negativní daně tím, že je obvykle poskytován jen domácnostem, které mají nějaký vlastní příjem. Systém slev na dani je více zaměřen na potírání chudoby než minimální mzda, neboť nedotuje zaměstnance s nízkými mzdami, kteří jsou podporování domácnostmi s vysokými příjmy (např. teenageři, kteří ještě žijí u rodičů).

### Kolektivní vyjednávání
V některých zemích není minimální mzda zákonem stanovena. Příklady takových zemí jsou Itálie, Finsko, Dánsko nebo Norsko. V těchto zemích (zejména v těch skandinávských) je mimořádně vysoký podíl účasti zaměstnanců v odborových organizacích. Místo minimální mzdy jsou pak mzdové standardy kolektivně vyjednány a stanoveny v takzvaných normativních smlouvách.

## Historie
Moderní zákony o minimální mzdě se poprvé objevily ve Vyhlášce pracovníků (1349), dekretu krále Edwarda III., která stanovila maximální platy pro dělníky ve středověké Anglii. Král Edward III, který byl bohatým vlastníkem půdy, byl závislý, jako jeho pánové, na poddaných, kteří pracovali v zemědělství. Na podzim roku 1348 dosáhl černý mor do Anglie a zdecimoval její populaci. Vysoký nedostatek pracovní síly způsobil růst mezd a povzbudil krále Edwarda III, aby stanovil maximální mzdu. Následné změny ve vyhlášce, jako je Statut pracovníků (1351), zvýšily sankce za vyplacení mezd nad stanovené sazby.
Zatímco zákony upravující mzdy původně stanovily jejich strop, byly nakonec použity ke stanovení existenčního minima. Změna ve Statutu pracovníků v roce 1389 účinně stanovila mzdy podle cen potravin. Časem smírčí soudce, který byl pověřen stanovením maximální mzdy, také začal stanovovat formální minimální mzdu. Tento postup byl poté formálně stvrzen přijetím Zákona o stanovení minimální mzdy v roce 1604 králem Jamesem I. pro pracovníky v textilním průmyslu.
Počátkem 19. století byl Statut pracovníků zrušen, protože stále více kapitalistická Anglie převzala politiku laissez-faire, která znevýhodnila nařízení o mzdách (horní i dolní hranice). Zbytek 19. století zaznamenal výrazné pracovní nepokoje, které postihly mnoho průmyslových zemí. Jak byly odborové organizace v průběhu století legalizovány, objevily se pokusy o kontrolu mzdy prostřednictvím kolektivní smlouvy. To však znamenalo, že jednotná minimální mzda nebyla možná. V knize Základy politické ekonomie vydané v roce 1848 John Stuart Mill tvrdil, že kvůli problémům kolektivních žalob, s nimiž se pracovníci setkali v organizaci, byly zákonem regulované platy a pracovní doba lidí oprávněným odklonem od politiky laissez-faire.
Až v devadesátých letech 19. století se na Novém Zélandu a v Austrálii projevily první moderní legislativní pokusy regulovat minimální mzdy. Pohyb minimální mzdy byl zpočátku zaměřen na zastavení pracovních smluv v robotárnách a na kontrolu nad jejich šířením ve výrobních odvětvích. V robotárnách bylo zaměstnáno velké množství žen a mladých pracovníků, kterým bylo vypláceno to, co se považovalo za podhodnocené mzdy. U majitelů robotáren se předpokládalo, že mají nad svými zaměstnanci nespravedlivou vyjednávací pravomoc a proto byla navržena minimální mzda, která by je přinutila platit spravedlivě. Postupem času se zaměření minimálních mezd změnilo na pomoc lidem, zejména rodinám, aby se stali soběstačnějšími.

## Diskuse o důsledcích
Zákony o minimálních mzdách ovlivňují pracovníky ve většině oblastí zaměstnání s nízkými mzdami a obvykle byly posuzovány podle schopnosti snižovat chudoby. Zákony o minimálních mzdách jsou méně podporovány ekonomy než širokou veřejností. Navzdory desetiletím zkušeností a ekonomickému výzkumu probíhají diskuse o nákladech a přínosech minimálních mezd dodnes.
Bezpočet skupin má mnoho ideologických, politických, finančních a emocionálních příspěvků k otázkám týkajících se zákonů o minimálních mzdách. Agentury, které spravují zákony, mají například zájem na tom, aby ukázaly, že "jejich" zákony nezpůsobují nezaměstnanost, stejně jako odborové organizace, kde finanční prostředky jejich členů jsou chráněny zákony o minimálních mzdách. Na druhou stranu zaměstnavatelé, například restaurace, nabízející nízkou mzdu financují Institut pro politiku zaměstnanosti, který vydal četné studie oponující minimálním mzdám. Přítomnost těchto vlivných skupin a faktorů znamená, že debata o této problematice není vždy založena na nezaujaté analýze. Navíc je mimořádně obtížné oddělit účinky minimální mzdy od všech ostatních proměnných, které ovlivňují zaměstnání.
Následující tabulka shrnuje argumenty předložené příznivci a odpůrci zákonů o minimálních mzdách:
| Argumenty pro zákony o minimální mzdě | Argumenty proti zákonům o minimální mzdě |
| --- | --- |
| Příznivci minimální mzdy tvrdí, že má tyto efekty: - Pozitivní dopad na vlastníky a průmysl malých podniků. - Odstraní finanční stres a podporuje vzdělávání, což vede lépe placeným zaměstnáním. - Zvyšuje růst a tvorbu pracovních míst. - Zvyšuje životní úroveň nejchudších a nejzranitelnějších tříd ve společnosti a zvyšuje její průměr. - Zvyšuje podněty k přijímání pracovních míst, na rozdíl od jiných způsobů přenášení příjmů chudým, které nejsou svázány se zaměstnaností (jako jsou dotace na stravu pro chudé nebo sociální dávky nezaměstnaných). - Stimuluje spotřebu tím, že vydává více peněz do rukou lidí s nízkými příjmy, kteří utrácejí celé výplaty, čímž zvyšují oběh peněz v celé ekonomice. - Podporuje efektivitu a automatizaci průmyslu. - Odstraní nízké platové pracovní příležitosti a nutí pracovníky, aby se vyškolili a přesunuli se na vyšší platové pracovní pozice. - Zvyšuje technologický rozvoj. Nákladná technologie, která zvyšuje efektivitu podnikání, je atraktivnější, když se zvyšuje cena práce. - Zvyšuje pracovní etiku těch, kteří vydělávají velmi málo, protože zaměstnavatelé požadují větší návratnost z vyšších nákladů na zaměstnávání těchto zaměstnanců. - Snižuje náklady na vládní programy sociální péče zvýšením příjmů pro nejníže placené. - Povzbuzuje lidi, aby se připojili k pracovní síle spíše než k vymáhání peněz nezákonnými prostředky, např. prodejem nelegálních drog. | Odpůrci minimální mzdy tvrdí, že má tyto efekty: - Samotná minimální mzda není účinná při snižování chudoby a ve skutečnosti způsobuje nárůst chudoby kvůli nezaměstnanosti. - Jako analogie politického a ekonomického protekcionismu na trhu práce vylučuje konkurenci s nízkými náklady z trhu práce a brání firmám při snižování mzdových nákladů během poklesu obchodu. To vytváří různé průmyslové a ekonomické nedostatky. - Poškozuje malé podniky více než velké podniky. - Snižuje množství požadovaných pracovníků, a to buď snížením počtu odpracovaných hodin jednotlivci nebo snížením počtu pracovních míst. - Může způsobit inflaci cen, neboť podniky se snaží vyrovnat zvýšením cen prodávaného zboží. - Zvýhodňuje některé pracovníky na úkor těch nejchudších a nejméně produktivních. - Povzbuzuje zaměstnavatele, aby nahradil pracovníky s nízkou kvalifikací počítačem, jako jsou samoobslužné stroje. - Zvyšuje majetkovou trestnou činnost a utrpení v chudých komunitách tím, že snižuje legální trhy výroby a spotřeby v těchto komunitách. - Může vyústit ve vyloučení určitých skupin (etnických, pohlaví, atd.) z pracovní síly. - Malé firmy s omezeným rozpočtem na mzdy nemohou nabídnout svým nejcennějším zaměstnancům spravedlivé a přitažlivé mzdy nad nekvalifikovanými pracovníky, kterým je placeno uměle vysoké minimum, a vidí rostoucí překážky při nabírání zaměstnanců. - Je méně efektivní než jiné metody (např. kreditní daň z příjmů) při snižování chudoby a je pro podniky obzvláště škodlivější než jiné metody. - Odrazuje od dalšího vzdělávání mezi chudými tím, že láká lidi, aby vstoupili na trh práce. - Skrze stanovení cen diskriminuje méně kvalifikované pracovníky (včetně nově příchozích na trh práce, např. mladé pracovníky) tím, že je drží od hromadění pracovní zkušenosti a kvalifikace, které by později mohly vést k vyššímu platu. - Zpomaluje růst ve vytváření pracovních míst s nízkou kvalifikací. - Vyplývá v přesuny pracovních míst do jiných oblastí nebo zemí, které umožňují práci s nižšími náklady. - Vyplývá ve vyšší dlouhodobou nezaměstnanost. - Vyplývá ve vyšší ceny pro spotřebitele, kde výrobky a služby vyrábějí pracovníci s minimálními platy. |